# حكومة إسرائيل الثالثة والعشرون
حكومة إسرائيل الثالثة والعشرون، تشكلت عام 1988 خلال دورة الكنيست الثانية عشر، استمرت حتى عام 1990 ترأس الحكومة إسحاق شمير عن حزب الليكود .

## التشكيلة الحكومية
إسحاق شامير – رئيس الحكومة ووزير العمل والرفاه  (توقف يوم 7/3/1990 عن إشغال منصب وزير العمل والرفاه). 
شمعون بيرس – القائم بأعمال رئيس الحكومة ووزير المالية; (تمت إقالته يوم 13/3/1990)
دافيد ليفي – نائب رئيس الحكومة ووزير البناء والإسكان 
إسحاق نافون – نائب رئيس الحكومة ووزير المعارف والثقافة (قدم استقالته يوم 13/3/1990).  
رفائيل إدري – وزير دولة  (تم تعيينه يوم 7/3/1990 وزيراً لحماية البيئة إلا أنه قدم استقالته يوم 13/3/1990).  
إيهود أولمرت – وزير دولة  
موشيه أرنس – وزير الخارجية 
حاييم بار ليف – وزير الشرطة ( قدم استقالته يوم 13/3/1990).
مردخاي غور – وزير دولة (قدم استقالته يوم 13/3/1990). 
أرييه درعي – وزير الداخلية 
عيزر فايتسمان – وزير العلوم والتكنولوجيا (قدم استقالته يوم 13/3/1990).
غاد يعقوبي – وزير الاتصالات:( قدم استقالته يوم 13/3/1990). 
أبراهام كاتس عوز – وزير الزراعة ( قدم استقالته يوم 13/3/1990).
يتسحاق موداعي – وزير الاقتصاد والتخطيط
روني ميلو – وزير حماية البيئة (حتى يوم 7/3/1990 حيث تولى حقيبة العمل والرفاه).
دان مريدور – وزير العدل 
موشيه نيسيم – وزير دولة ( تم تعيينه يوم 7/3/1990 وزيراً للصناعة والتجارة).
يتسحاق بيرتس – وزير شؤون استيعاب القادمين الجدد 
غدعون بات – وزير السياحة 
يعقوب تسور – وزير الصحة ( قدم استقالته يوم 13/3/1990).
موشيه كتساف – وزير المواصلات 
يتسحاق رابين – وزير الدفاع ( قدم استقالته يوم 13/3/1990).
موشيه شاحل – وزير الطاقة والبنى التحتية ( قدم استقالته يوم 13/3/1990).
أريئيل شارون – وزير الصناعة والتجارة (استقال من الحكومة يوم 18/2/1990).
زفولون هامر – وزير الشؤون الدينية (تم ضمه إلى الحكومة يوم  26/12/1988).
أفنير شاكي – وزير دولة (تم ضمه إلى الحكومة يوم 26/12/1988). 
دافيد ماغين – وزير دولة (تم ضمه إلى الحكومة يوم 6/3/1990).
إسحاق رابين من 1988-1990 الذي كان ينتمي لحزب المعراخ.
موشيه ارنس 1988-1990 الذي كان ينتمي لحزب الليكود.